# Таскаево (Болотнинский район)
Таска́ево — деревня в Болотнинском районе Новосибирской области России. Входит в состав Баратаевского сельсовета.

## География
Площадь деревни — 33 гектара.

## Население
| 2002 | 2007 | 2010 |
| ---- | ---- | ---- |
| 116  | ↘109 | ↘84  |

## Инфраструктура
В деревне по данным на 2007 год функционируют 1 учреждение здравоохранения, 1 образовательное учреждение.